# Минделхайм
Минделхайм (на немски: Mindelheim) е окръжен град в Швабия, Бавария, Германия с 14 893 жители (към 31 декември 2017).
Намира се на 25 km източно от Меминген и на ок. 90 km западно от Мюнхен.

Минделхайм е споменат за пръв път в документ през 1046 г. и ок. 1250 г. е издигнат на град.
- Минделхайм
- Минделхайм
- Минделхайм
- Минделхайм